# حباك سكلافة
حباك سَكَلافة أو (نقحرة: ساكالافا) (الاسم العلمي: Ploceus sakalava) نوع من الطيور الصغيرة من فصيلة الحباك، متوطن في مدغشقر.

## معرض صور

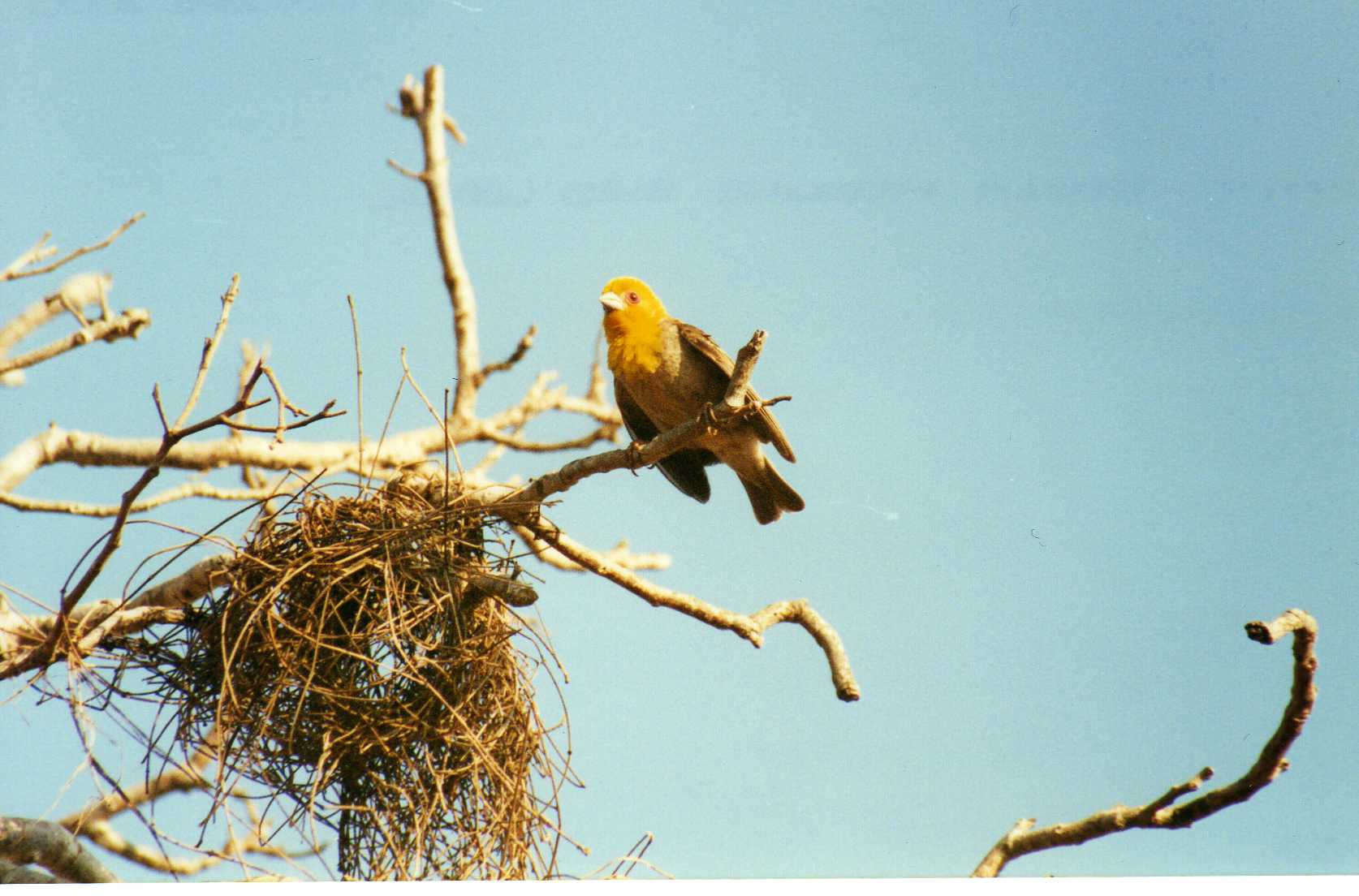
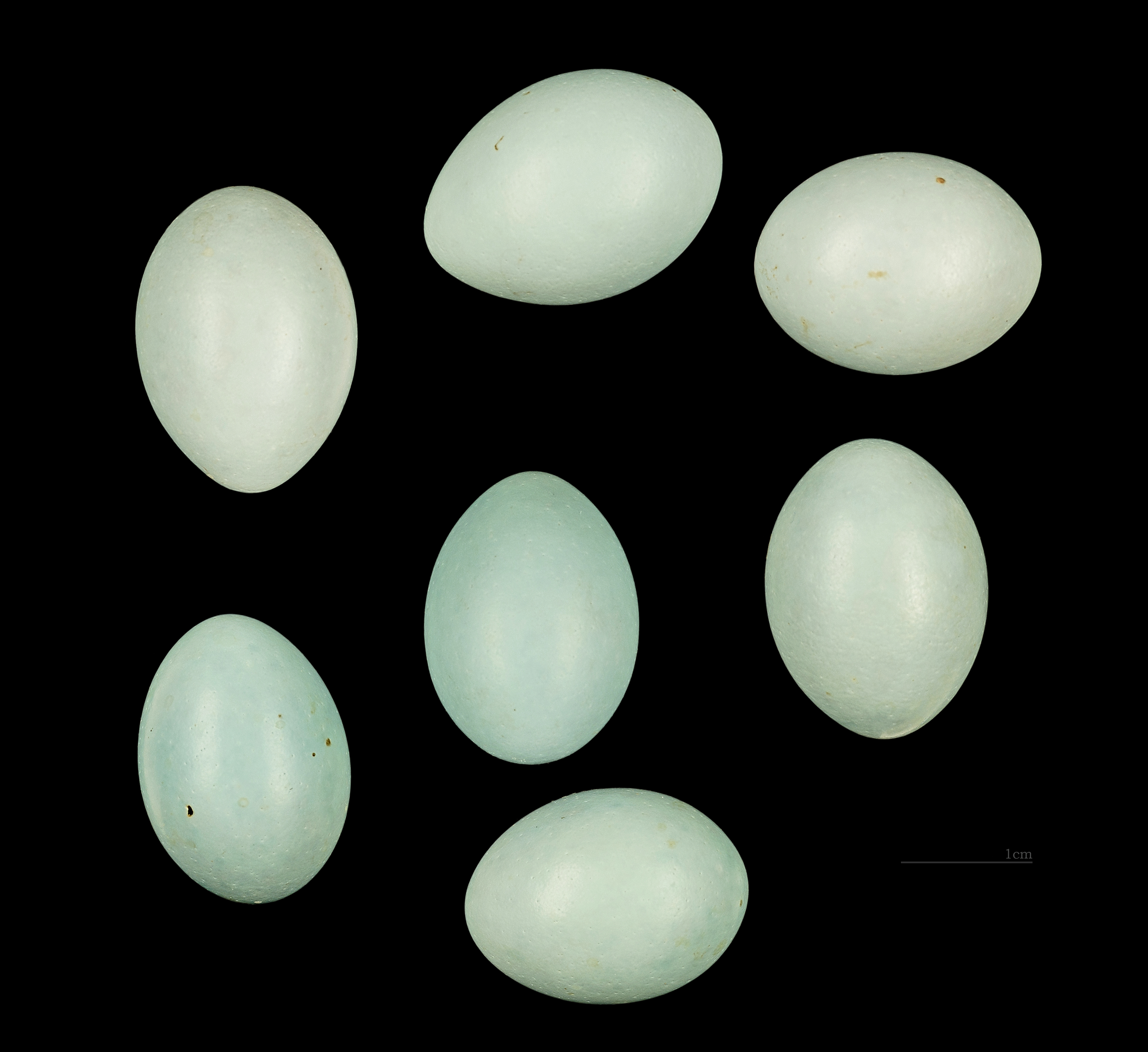
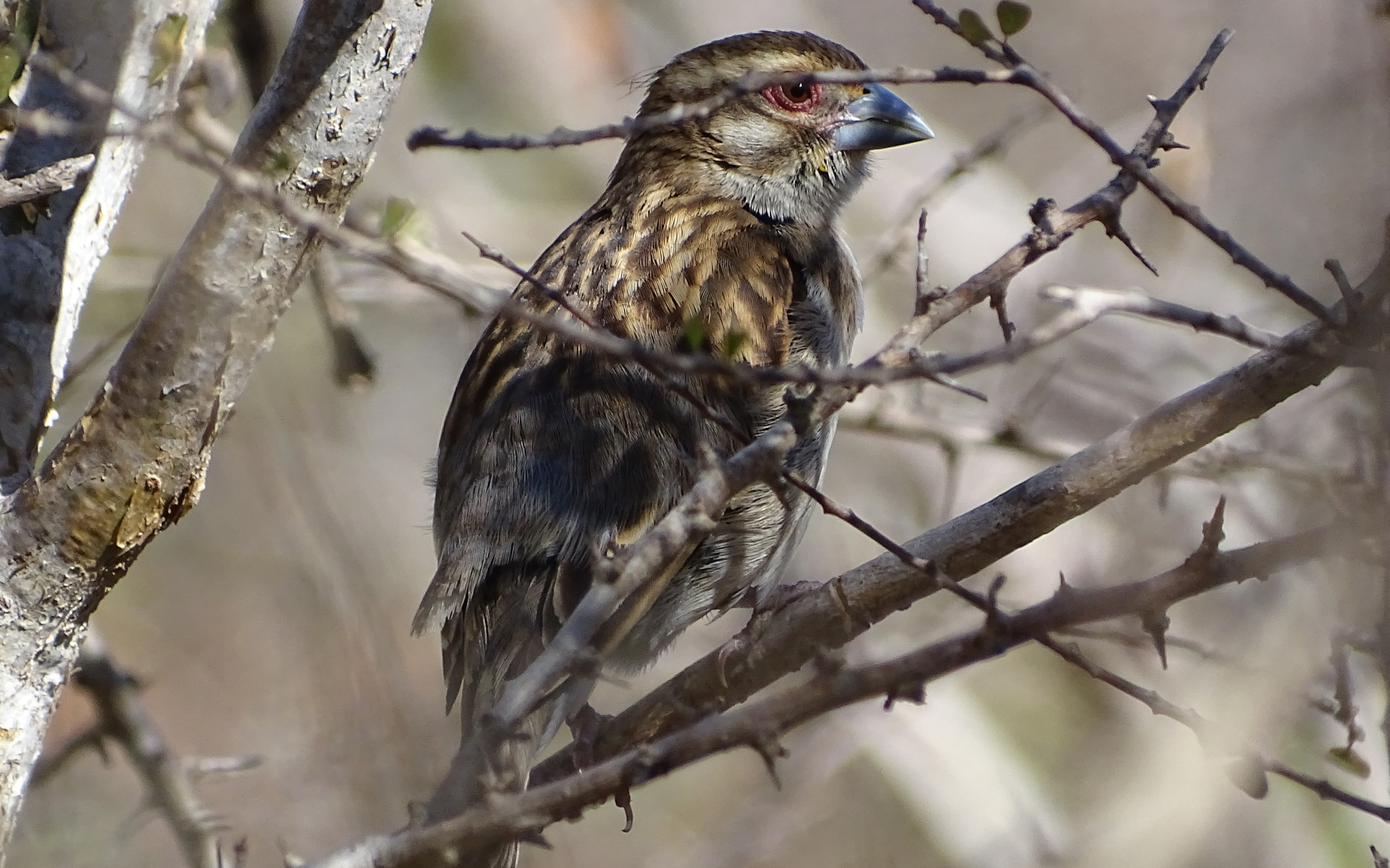
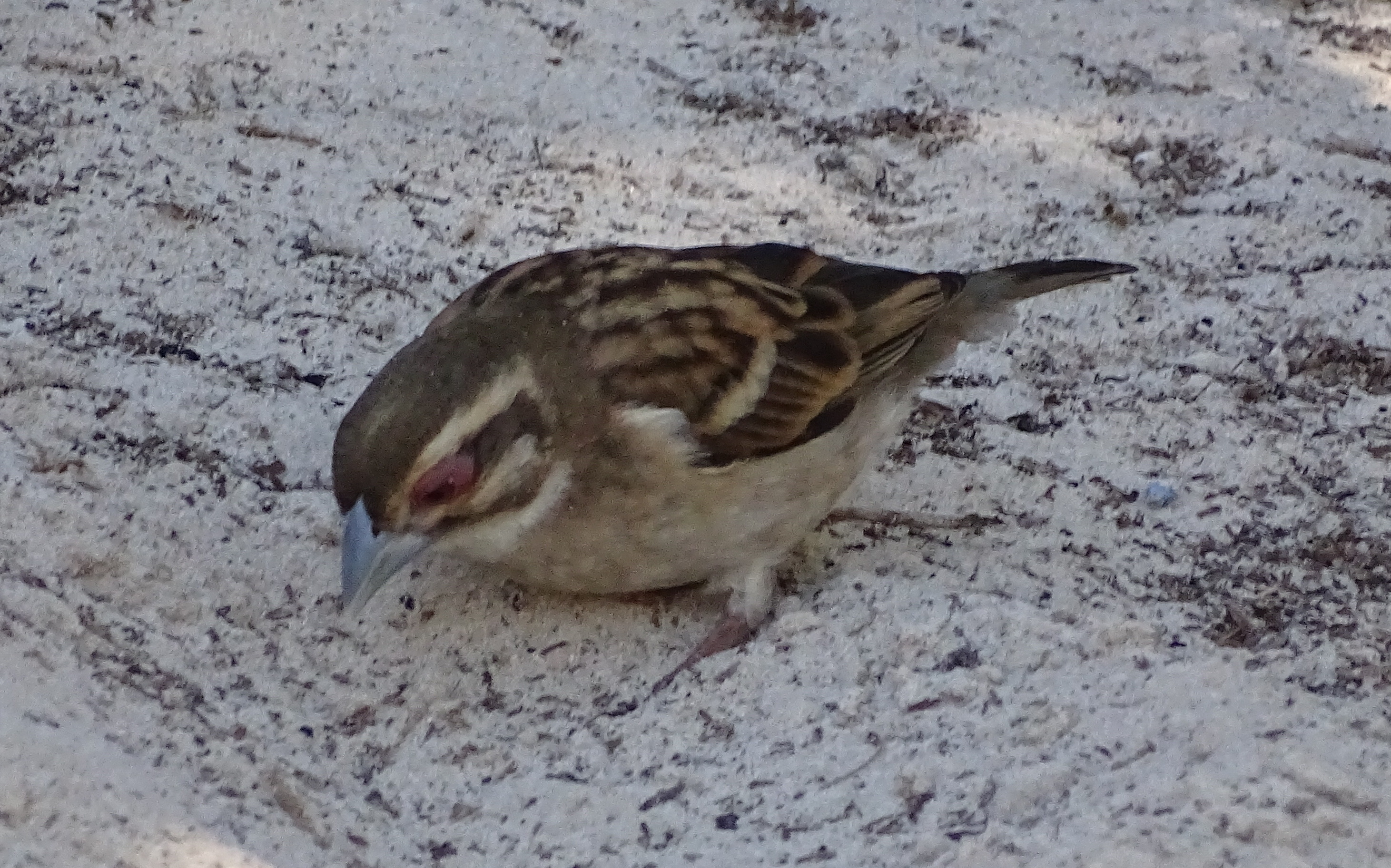